# Frøstruphave Efterskole
Frøstruphave Efterskole er en efterskole beliggende i Vestjylland ved Frøstrup i Lunde Sogn. Skolen ligger cirka 15 km nord for Varde og er oprettet den 1. august 1983 af Kirkelig Forening for Indre Mission og KFUM/KFUK i Vestjylland. Skolens nuværende forstanderpar er Inge Vigsø Østerby og Anders Østerby. Skolen lægger vægt på de kristne værdier.
Hvert elevhold består af op til 135 elever, som er fordelt 9. og 10. klassetrin, samt den såkaldte Grøn Gren, som er en specialklasse. En stor del af eleverne vælger at gå to år på skolen. Kønsfordelingen er cirka 50/50.
Skolens øverste myndighed er skolens bestyrelse.
Bestyrelsen består af 9 personer som vælges af skolens repræsentantskab.
Det er bestyrelsens opgave at fastlægge skolens linjer og lægge planer for skolens fremtid.

Skolens forstanderpar
1983 - 1998: Birthe og Per Søgaard
1998 - 2002: Birthe og Preben Nedergaard
2002 - 2012: Margit S. og Erik Back Pedersen
2012 - 2017 (31/12): Karen B. og Ole Korsholm Nielsen
2018 (19/2) - : Inge V. og Anders Østerby

## Ekstern henvisning
1. ↑  (Microsoft Word - Vedt\346gter for Fr\370struphave Efterskole - til underskrift.doc)
2. ↑  https://indremission.dk/nc/organisation/nyheder/vis-nyhed/artikel/nyt-forstanderpar-paa-froestruphave-efterskole/ (Webside+ikke+længere+tilgængelig)

- Skolens hjemmeside Arkiveret 22. august 2013 hos  Wayback Machine

|  | Denne artikel om lokaliteten Frøstruphave Efterskole kan blive bedre, hvis der indsættes et (bedre) billede. Du kan hjælpe ved at afsøge Wikimedia Commons for et passende billede eller lægge et op på Wikimedia Commons med en af de tilladte licenser og indsætte det i artiklen. |